# Mistrzostwa nordyckie w łyżwiarstwie figurowym
Mistrzostwa nordyckie w łyżwiarstwie figurowym – zawody rozgrywane w kategorii seniorów, juniorów i juniorów młodszych (kat. Novice) w konkurencji solistów, solistek oraz parach sportowych od 1919 r., w parach tanecznych od 1972 r. Nie zawsze rozgrywane są wszystkie konkurencje. Początkowo startować w nich mogli jedynie przedstawiciele Danii, Finlandii, Islandii, Norwegii i Szwecji. Od 2011 roku w zawodach mogą startować wszyscy łyżwiarze z państw należących do Międzynarodowej Unii Łyżwiarskiej (ang. ISU).

## Medaliści w kategorii seniorów
| Rok                               | Miasto         | Złoto                | Srebro                      | Brąz                        | Źr.    |
| --------------------------------- | -------------- | -------------------- | --------------------------- | --------------------------- | ------ |
| 1919                              | Kristiania     | Martin Stixrud       |                             |                             |        |
| 1920                              | Helsinki       | Gillis Grafström     | Martin Stixrud              |                             |        |
| 1921                              | Sztokholm      | Martin Stixrud       | Paul Nikkanen               | Gunnar Jakobsson            |        |
| 1922                              |                |                      |                             |                             |        |
| 1923                              |                |                      |                             |                             |        |
| 1924                              |                |                      |                             |                             |        |
| 1925                              |                |                      |                             |                             |        |
| 1926                              |                |                      |                             |                             |        |
| 1927                              |                |                      |                             |                             |        |
| 1928                              |                |                      |                             |                             |        |
| 1929                              |                |                      |                             |                             |        |
| 1930                              |                |                      |                             |                             |        |
| 1931                              |                |                      |                             |                             |        |
| 1932                              |                |                      |                             |                             |        |
| 1933                              |                |                      |                             |                             |        |
| 1934                              |                |                      |                             |                             |        |
| 1935                              |                |                      |                             |                             |        |
| 1936                              |                |                      |                             |                             |        |
| 1937                              |                |                      |                             |                             |        |
| 1938                              |                |                      |                             |                             |        |
| 1939                              |                |                      |                             |                             |        |
| 1940                              |                |                      |                             |                             |        |
| Zawody nie odbyły się w 1941 roku |                |                      |                             |                             |        |
| 1942                              |                |                      |                             |                             |        |
| 1943                              |                |                      |                             |                             |        |
| 1944                              |                |                      |                             |                             |        |
| 1945                              |                |                      |                             |                             |        |
| 1946                              | Sztokholm      | Bo Mothander         | Per Cock-Clausen            | Marcus Nikkanen             |        |
| 1947                              | Turku          | Lars Björkman        |                             |                             |        |
| Zawody nie odbyły się w 1948 roku |                |                      |                             |                             |        |
| 1949                              | Lillehammer    | Per Cock-Clausen     | Kalle Tuulos                | Hans Lindh                  |        |
| 1950                              | Uppsala        | Per Cock-Clausen     | Kalle Tuulos                | Hans Lindh                  |        |
| 1951                              | Helsinki       | Per Cock-Clausen     | Kalle Tuulos                | Lars Björkman               |        |
| Zawody nie odbyły się w 1952 roku |                |                      |                             |                             |        |
| 1953                              | Solna          | Kalle Tuulos         | Per Cock-Clausen            | Hans Lindh                  |        |
| 1954                              | Hamar          | Per Cock-Clausen     | Kalle Tuulos                | Hans Lindh                  |        |
| 1955                              | Göteborg       | Kalle Tuulos         | Per Cock-Clausen            | Hans Lindh                  |        |
| 1956                              | Helsinki       | Kalle Tuulos         | Per Kjølberg                | Per Cock-Clausen            |        |
| 1957                              | Sztokholm      | Per Kjølberg         | Hans Lindh                  | Per Cock-Clausen            |        |
| 1958                              | Gjøvik         | Per Kjølberg         | Per Cock-Clausen            | Ragnar Wikström             |        |
| 1959                              | Helsinki       | Per Kjølberg         | J. Heinonen                 | Ragnar Wikström             |        |
| 1960                              | Jönköping      | Per Kjølberg         | Ragnar Wikström             | Raymond Wiklander           |        |
| 1961                              | Kopenhaga      | Per Kjølberg         | Ragnar Wikström             | Erik Grünert                |        |
| 1962                              | Lillehammer    | Per Kjølberg         | Ragnar Wikström             | Raymond Wiklander           |        |
| 1963                              | Lahti          | Ragnar Wikström      | Ilkka Varhee                | Raymond Wiklander           |        |
| 1964                              | Malmö          | Ragnar Wikström      | Jan Ullmark                 | Raymond Wiklander           |        |
| 1965                              | Kopenhaga      | Jan Ullmark          | Tony Berntler               | Arne Hoffman                |        |
| 1966                              | Sarpsborg      | Tony Berntler        | Jan Ullmark                 | Thomas Callerud             |        |
| 1967                              | Helsinki       | Tony Berntler        | Thomas Callerud             | Jan Ullmark                 |        |
| 1968                              | Gävle          | Tony Berntler        | Thomas Callerud             | Ragnar Wikström             |        |
| 1969                              | Kopenhaga      | Thomas Callerud      | Tony Berntler               | Preben Lindenkrone Sørensen |        |
| 1970                              | Helsinki       | Thomas Callerud      | Pekka Leskinen              | Ragnar Wikström             |        |
| 1971                              | Göteborg       | Thomas Callerud      | Pekka Leskinen              | Arne Hoffman                |        |
| 1972                              | Oslo           | John Ferdinandsen    | Arne Hoffman                | Thomas Öberg                |        |
| 1973                              | Kopenhaga      | Thomas Öberg         | Preben Lindenkrone Sørensen | brak zawodników             |        |
| 1974                              | Helsinki       | Pekka Leskinen       | Thomas Öberg                | Preben Lindenkrone Sørensen |        |
| 1975                              | Malmö          | Pekka Leskinen       | Thomas Öberg                | Flemming Søderquist         |        |
| 1976                              | Stavanger      | Thomas Öberg         | Nils-Åke Nelson             | Jan Glerup                  |        |
| 1977                              | Kopenhaga      | Nils-Åke Nelson      | Flemming Søderquist         | Matthias Eidmann            |        |
| 1978                              | Oulu           | Thomas Öberg         | Antti Kontiola              | Matthias Eidmann            |        |
| 1979                              | Göteborg       | Thomas Öberg         | Antti Kontiola              | Matthias Eidmann            |        |
| 1980                              | Trondheim      | Antti Kontiola       | Peter Söderholm             | Matthias Eidmann            |        |
| 1981                              | Aarhus         | Antti Kontiola       | Todd Sand                   | Peter Söderholm             |        |
| 1982                              | Helsinki       | Antti Kontiola       | Todd Sand                   | Peter Söderholm             |        |
| 1983                              | Göteborg       | Fini Ravn            | Lars Dresler                | Peter Söderholm             |        |
| 1984                              | Oslo           | Henrik Walentin      | Antti Kontiola              | Fini Ravn                   |        |
| 1985                              | Kopenhaga      | Lars Åkesson         | Lars Dresler                | Henrik Walentin             |        |
| 1986                              | Turku          | Lars Åkesson         | Peter Johansson             | Henrik Walentin             |        |
| 1987                              | Upplands Väsby | Henrik Walentin      | Jari Kauppi                 | Kim Ketelsen                |        |
| 1988                              | Asker          | Peter Johansson      | Henrik Walentin             | Jari Kauppi                 |        |
| 1989                              | Hvidovre       | Peter Johansson      | Henrik Walentin             | Lars Dresler                |        |
| 1990                              | Helsinki       | Lars Dresler         | Henrik Walentin             | Oula Jääskeläinen           |        |
| 1991                              | Malmö          | Henrik Walentin      | Michael Tyllesen            | Jan Erik Digernes           |        |
| 1992                              | Bergen         | Henrik Walentin      | Jan Erik Digernes           | Niclas Karlsson             |        |
| 1993                              | Aarhus         | Henrik Walentin      | Michael Tyllesen            | Joel Mangs                  |        |
| 1994                              | Helsinki       | Markus Leminen       | Johnny Rønne Jensen         | Oula Jääskeläinen           |        |
| 1995                              | Enköping       | Markus Leminen       | Michael Tyllesen            | Johnny Rønne Jensen         |        |
| 1996                              | Asker          | Michael Tyllesen     | Johnny Rønne Jensen         | Jukka Kalliomäki            |        |
| 1997                              | Hvidovre       | Johnny Rønne Jensen  | Jukka Kalliomäki            | Ludvig Mannbro              |        |
| 1998                              | Helsinki       | Johnny Rønne Jensen  | Edvard Pyoriainen           | Lasse Bech                  |        |
| 1999                              | Linköping      | Johnny Rønne Jensen  | Tero Hämäläinen             | brak zawodników             |        |
| 2000                              | Stavanger      | Michael Tyllesen     | Johnny Rønne Jensen         | Filip Stiller               |        |
| 2001                              | Odense         | Edvard Pyoriainen    | Joni Juvonen                | Mikael Olofsson             |        |
| 2002                              | Vierumäki      | Kristoffer Berntsson | Filip Stiller               | Ari-Pekka Nurmenkari        |        |
| 2003                              | Reykjavík      | Kristoffer Berntsson | Filip Stiller               | Ari-Pekka Nurmenkari        |        |
| 2004                              | Helsingborg    | Kristoffer Berntsson | Antti Aalto                 | Duran O'Hara Lindblom       |        |
| 2005                              | Asker          | Kristoffer Berntsson | Adrian Schultheiss          | Ari-Pekka Nurmenkari        | [ 1 ]  |
| 2006                              | Kopenhaga      | Adrian Schultheiss   | Filip Stiller               | Ari-Pekka Nurmenkari        | [ 2 ]  |
| 2007                              | Helsinki       | Kristoffer Berntsson | Adrian Schultheiss          | Ari-Pekka Nurmenkari        | [ 3 ]  |
| 2008                              | Reykjavík      | Ari-Pekka Nurmenkari | Mikko Minkkinen             | Michael Chrolenko           | [ 4 ]  |
| 2009                              | Malmö          | Ari-Pekka Nurmenkari | Alexander Majorov           | Justus Strid                |        |
| 2010                              | Asker          | Kristoffer Berntsson | Alexander Majorov           | Mikko Minkkinen             | [ 5 ]  |
| 2011                              | Rødovre        | Alexander Majorov    | Adrian Schultheiss          | Kristoffer Berntsson        | [ 6 ]  |
| 2012                              | Vantaa         | Alexander Majorov    | Justus Strid                | Julian Lagus                | [ 7 ]  |
| 2013                              | Reykjavík      | Alexander Majorov    | Justus Strid                | Kim Lucine                  | [ 8 ]  |
| 2014                              | Uppsala        | Alexander Majorov    | Justus Strid                | Valtter Virtanen            | [ 9 ]  |
| 2015                              | Stavanger      | Javier Raya          | Sondre Oddvoll Bøe          | Ondrej Spiegl               | [ 10 ] |
| 2016                              | Aalborg        | Alexander Majorov    | Valtter Virtanen            | Brendan Kerry               | [ 11 ] |
| 2017                              | Reykjavík      | Chafik Besseghier    | Ondrej Spiegl               | Daniel Albert Naurits       | [ 12 ] |
| 2018                              | Rovaniemi      | Alexander Majorov    | Valtter Virtanen            | Sondre Oddvoll Bøe          | [ 13 ] |
| 2019                              | Linköping      | Sondre Oddvoll Bøe   | Alexander Majorov           | Aleksandr Selevko           | [ 14 ] |
| 2020                              | Stavanger      | Deniss Vasiļjevs     | Sondre Oddvoll Bøe          | Illya Solomin               | [ 15 ] |